# Plagiomyia longipes
Plagiomyia longipes är en tvåvingeart som beskrevs av Malloch 1938. Plagiomyia longipes ingår i släktet Plagiomyia och familjen parasitflugor. Inga underarter finns listade i Catalogue of Life.